# Миллер, Билл (легкоатлет, 1930)
Уильям Престон «Билл» Миллер (англ. William Preston "Bill" Miller; 22 февраля 1930, Лонсайд, штат Нью-Джерси, США — 27 октября 2016, Апачи-Джанкшен, штат Аризона, США) — американский легкоатлет, серебряный призёр летних Олимпийских игр в Хельсинки (1952).

## Спортивная и последующая карьера
Выступал в составе легкоатлетической команды Аризонского университета, который он и окончил. Затем поступил в Корпус морской пехоты США и в аспирантуру Пенсильванского университета.
Четыре раза выступал на первенстве США: чемпион (1952), двукратный серебряный призёр (1950 и 1951) и бронзовый призёр (1953). В 1954 г. технические условия лишили его возможности стать единственным местным спортсменом, когда-либо установившим мировой рекорд по метанию копья (после одного из его бросков копье сломалось, а после ремонта центр тяжести был перемещен за регламентированные пределы).
На летних Олимпийских играх в Хельсинки (1952) в соревнованиях по метанию копья выиграл серебряную медаль с результатом 72,46 м, хотя на предолимпийских стартах трижды побеждал ставшего чемпионом Сая Янга.
После учёбы в штате Аризона Миллер поступил в Морской корпус, а затем поступил в аспирантуру в Университете Пенсильвании. На чемпионате NCAA он был 5-м в метании копья в 1949 году и 3-м в 1950 году. После ухода с трассы и ухода из корпуса морской пехоты Миллер провел несколько лет на Дальнем Востоке в качестве тренера в различных национальных командах, включая Индонезию и Малайзию. По возвращении в США он работал в Управлении экономической безопасности США в Вашингтоне, но затем перешел в Бюро по делам индейцев.
После ухода из корпуса морской пехоты он провел несколько лет на Дальнем Востоке в качестве тренера в различных национальных командах, включая Индонезию и Малайзию. По возвращении в США он работал в Управлении экономической безопасности США в Вашингтоне, а затем перешел в Бюро по делам индейцев.